# Сатановський Леонід Мойсейович
Леонід Мойсейович Сатановський (рос. Леонид Моисеевич Сатановский; 28 березня 1932, Москва, СРСР — 30 березня 2015, Мельбурн, Австралія) — радянський і російський актор театру і кіно, народний артист Російської Федерації (1999).

## Біографія
Леонід Мойсейович народився 28 березня 1932 року в Москві.

### Освіта
У 1954 році закінчив Театральний інститут імені Бориса Щукіна.

### Театральна діяльність
У 1954–2002 роках грав у Московському драматичному театрі імені Констянтина Сергійовича Станіславського.
У 2002 році пішов з театру і переїхав з дружиною (актрисою Маєю Менглет) до сина Олексія в Австралію. Грав в Російському театрі імені Леоніда Варпаховського в Монреалі, що в Канаді.
Помер 30 травня 2015 року на 84 році життя в Мельбурні, Австралія.

### Сім'я
- Дружина — Майя Менглет (1935—2023) — актриса, заслужена артистка РРФСР (1984).
  - Син — Олексій Менглет (нар. 1956) — актор, випускник Російського інституту театрального мистецтва (1978), диктор російського радіо в Мельбурні[4];
  - Син — Дмитро Менглет — хімік, випускник Московського державного університету імені М. В. Ломоносова, автор монографії «Nitrosyl Halides and Bis-acetylacetonates of Ruthenium and Osmium: Synthetic and Spectro-electrochemical Investigation of Ligand Additivity in Redox-active Transition Metal Complexes» (1996)[5][6][7].

## Нагороди
- Заслужений артист РРФСР (3 жовтня 1973);
- Народний артист Російської Федерації (26 січня 1999).

## Фільмографія
- 1956 — «Різні долі» (англ. «Разные судьбы») — однокурсник Степана Огурцова;
- 1960 — «Обережно, бабусю!» (англ. «Осторожно, бабушка!») — Микола Калач;
- 1965 — «„Циклон“ почнеться вночі» (англ. «"Циклон" начнётся ночью») — капітан Шварцбрук;
- 1965 — «Лебедев проти Лебедева» (англ. «Лебедев против Лебедева») — Потапов[8];
- 1966 — «Угамування спраги» (англ. «Утоление жажды») — Петро;
- 1973 — «Райські ябка» (англ. «Райские яблочки») — Демі Дролус, міністр;
- 1976 — «В одному мікрорайоні» (англ. «В одном микрорайоне») — Федір Олександрович;
- 1980 — «Атланти і каріатиди» (англ. «Атланты и кариатиды») — Макоїд;
- 1982 — «Смерть на зльоті» (англ. «Смерть на взлёте») — Макс Бейн, резидент іноземної розвідки;
- 1985 — «Слідство ведуть ЗнаТоКі. Полуденний злодій» (англ. «Следствие ведут ЗнаТоКи. Полуденный вор») — Шариков;
- 1985 — «Перемога» (англ. «Победа») — Миколайчик;
- 1985 — «Дивна історія доктора Джекіла і містера Гайда» (англ. «Странная история доктора Джекила и мистера Хайда») — Ньюкомен;
- 1986 — «Останній репортаж» (англ. «Последний репортаж») — Кентон;
- 1991 — «Віват, гардемарини!» (англ. «Виват, гардемарины!») — Брюммер;
- 1991 — «Зустрінемося на Таїті» (англ. «Встретимся на Таити»);
- 1991 — «Кремлівські таємниці шістнадцятого століття» (англ. «Кремлёвские тайны шестнадцатого века»);
- 1992 — «Вишневий сад» (т/с) (англ. «Вишнёвый сад») — Симеонов[9];
- 1992/1994 — «Горячев та інші» (англ. «Горячев и другие») — Аркадій Борисович;
- 1995 — «На розі, у Патріарших» (англ. «На углу, у Патриарших») — Михайло Абрамович.